# Barmer
Barmer är en stad i delstaten Rajasthan i nordvästra Indien, och är administrativ huvudort för distriktet Barmer. Befolkningen uppgick till 96 225 invånare vid folkräkningen 2011. Barmer är belägen i Tharöknen, och är känd bl.a. för sin tillverkning av trämöbler.